# جیووانی فابین
جیووانی فابین (انگلیسی: Giovanni Fabbian؛ زادهٔ ۱۴ ژانویهٔ ۲۰۰۳) بازیکن فوتبال است.
وی همچنین در تیم‌های ملی فوتبال زیر ۱۶ سال ایتالیا، زیر ۱۷ سال ایتالیا، و زیر ۱۹ سال ایتالیا بازی کرده‌است.

## دوران باشگاهی
در ۳۰ ژوئیه ۲۰۲۲، فابین به صورت قرضی به رجینا در سری بی پیوست. او اولین بازی خود در سری بی را برای رجینا در ۱۴ اوت ۲۰۲۲ در بازی مقابل اسپال انجام داد. او اولین گل خود را در سومین بازی خود در ۲۸ اوت ۲۰۲۲ مقابل سودتیرول به ثمر رساند.

## دوران ملی
فابیان برای اولین بار در نوامبر ۲۰۱۸ به نمایندگی از کشورش برای بازی های دوستانه تیم زیر ۱۶ سال دعوت شد. او نماینده ایتالیا در مسابقات قهرمانی اروپا زیر ۱۹ سال ۲۰۲۲ بود، جایی که ایتالیا به نیمه نهایی رسید.